# گربه‌واران
گربه‌واران (به لاتین: Aeluroidea) یک دسته زنده از گوشت‌خواران گربه‌مانند است که بومی آمریکای شمالی، آمریکای جنوبی، آفریقا و آسیا هستند یا بوده‌اند. آنها در الیگوسن حدود ۳۳٫۳-۰ میلیون سال پیش پدیدار شدند.

## آرایه‌شناسی
گربه‌واران (Aeluroidea) توسط ویلیام هنری فلاور در سال ۱۸۶۹ نام‌گذاری شد. فلاور (۱۸۸۳) و کارول (۱۹۸۸) آن را به Carnivora اما برایانت (۱۹۹۱) آن را به زیرراستهٔ گربه‌سانیان (Feliformia) اختصاص داد. این کلاد در زیرراستهٔ گربه‌سانیان جای دارد و دربرگیرندهٔ یک خانوادهٔ منقرض‌شدهٔ Stenoplesictidae، یک خانوادهٔ زبادان نخلی آفریقایی، یک بالاخانوادهٔ گربه‌واران و یک فروراستهٔ گربه‌زبادوارگان است.